# 上海文化出版社
上海文化出版社，是中华人民共和国上海市一家出版社，位于上海市绍兴路74号。

## 概述
1954年4月，在广益书局、北新书局等建立的四联出版社的基础上筹建上海文化出版社。1958年8月，上海文化出版社并入上海文艺出版社。1978年11月，上海文化出版社恢复建制并出书。1990年4月，作为上海文艺出版社副牌，上海文化出版社重新登记注册，主管部门为上海市新闻出版局。上海文化出版社出书范围主要包括文化理论、通俗文化、地方戏曲、旅游、体育、文化史地等，出版的期刊有《文化与生活》、《旅游天地》、《上海象棋》。